# (3709) Полипет
(3709) Полипет (лат. Polypoites, др.-греч. Πολυποίτης) — типичный троянский астероид Юпитера, движущийся в точке Лагранжа L4, в 60° впереди планеты. Астероид был открыт 14 октября 1985 года американским астрономом Кэролин Шумейкер в Паломарской обсерватории и назван в честь одного из героев Троянской войны.

Орбита астероида Полипет и его положение в Солнечной системе
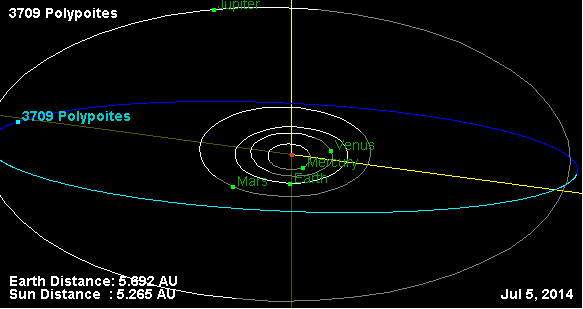
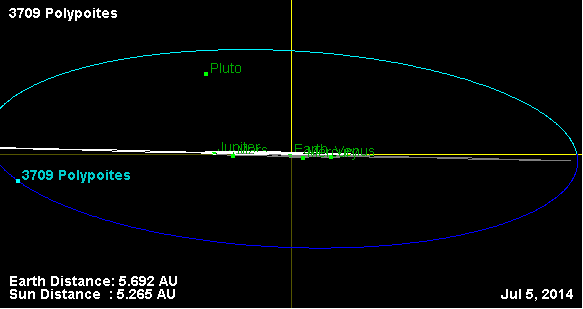